# Red Blooded Woman
"Red Blooded Woman" é uma canção gravada pela cantora australiana Kylie Minogue para seu nono álbum de estúdio, Body Language (2003). Foi escrita por Johnny Douglas e Karen Poole, e produzida pelo primeiro citado, sendo lançada em 10 de março de 2004 através da gravadora Parlophone como o segundo single do disco. "Red Blooded Woman" é uma canção que deriva dos gêneros hip hop e synth-pop, que contém um gancho com Minogue gritando "Boy! Boy!" e vocais adicionais de um coral.
"Red Blooded Woman" foi bem recebida por críticos musicais, que elogiaram sua produção e a comparou com os trabalhos dos artistas norte-americanos Justin Timberlake e Timbaland. Comercialmente, a canção alcançou as cinco primeiras posições nas paradas de singles na Austrália e no Reino Unido. Ela também atingiu o top dez em vários outros países, incluindo Dinamarca e Itália, e ficou entre os vinte primeiros lugares na Alemanha e Nova Zelândia. Foi certificada como ouro pela Recorded Music NZ (RMNZ) por vendas de mais de 7.500 unidades.
O videoclipe de "Red Blooded Woman" foi dirigido por Jake Nava e apresenta Minogue dançando sedutoramente em vários locais, como em um engarrafamento e na frente de um caminhão. Minogue apresentou a faixa ao vivo no concerto Money Can't Buy e em programas de televisão como Late Show with David Letterman e Top of the Pops. Ela também foi incluída no repertório de três das turnês de Minogue — Showgirl: The Greatest Hits Tour, Showgirl: The Homecoming Tour e For You, for Me.

## Antecedentes e composição
Após o sucesso global de seu oitavo álbum de estúdio Fever (2001), Minogue começou a trabalhar em seu sucessor, Body Language. Com o objetivo de criar um álbum dance-pop inspirado na música eletrônica dos anos 1980, a artista recrutou colaboradores como Johnny Douglas, que já havia trabalhado com ela em Light Years (2000), e Karen Poole. A dupla escreveu "Red Blooded Woman" juntos, enquanto Douglas também cuidou da produção da música. A faixa foi selecionada como o segundo single de Body Language e lançada no Reino Unido em 10 de março de 2004, através da gravadora Parlophone.
"Red Blooded Woman" é uma faixa de hip hop e synth-pop, sendo o primeiro um gênero que Minogue experimentou pela primeira vez em sua carreira. A música apresenta um gancho manipulado por vocoder no qual a cantora canta "Boy! Boy!" e um "la la la adocicado", que se repetem durante a ponte. Um coro masculino também fornece vocais de apoio de uma maneira "fantasmagórica", de acordo com o editor da Slant Magazine, Sal Cinquemani. Semelhante a várias canções do álbum, "Red Blooded Woman" contém uma referência à música dos anos 1980: sua linha "Você me faz girar, girar, girar, girar (como um disco)" alude à música de 1985 da banda britânica Dead or Alive "You Spin Me Round (Like a Record)", bem como seu próprio single de 2000, "Spinning Around". Remixes realizados pelos artistas britânicos de música eletrônica Narcotic Thrust e Whitey foram incluídos no single de 12 polegadas.

## Análise da crítica

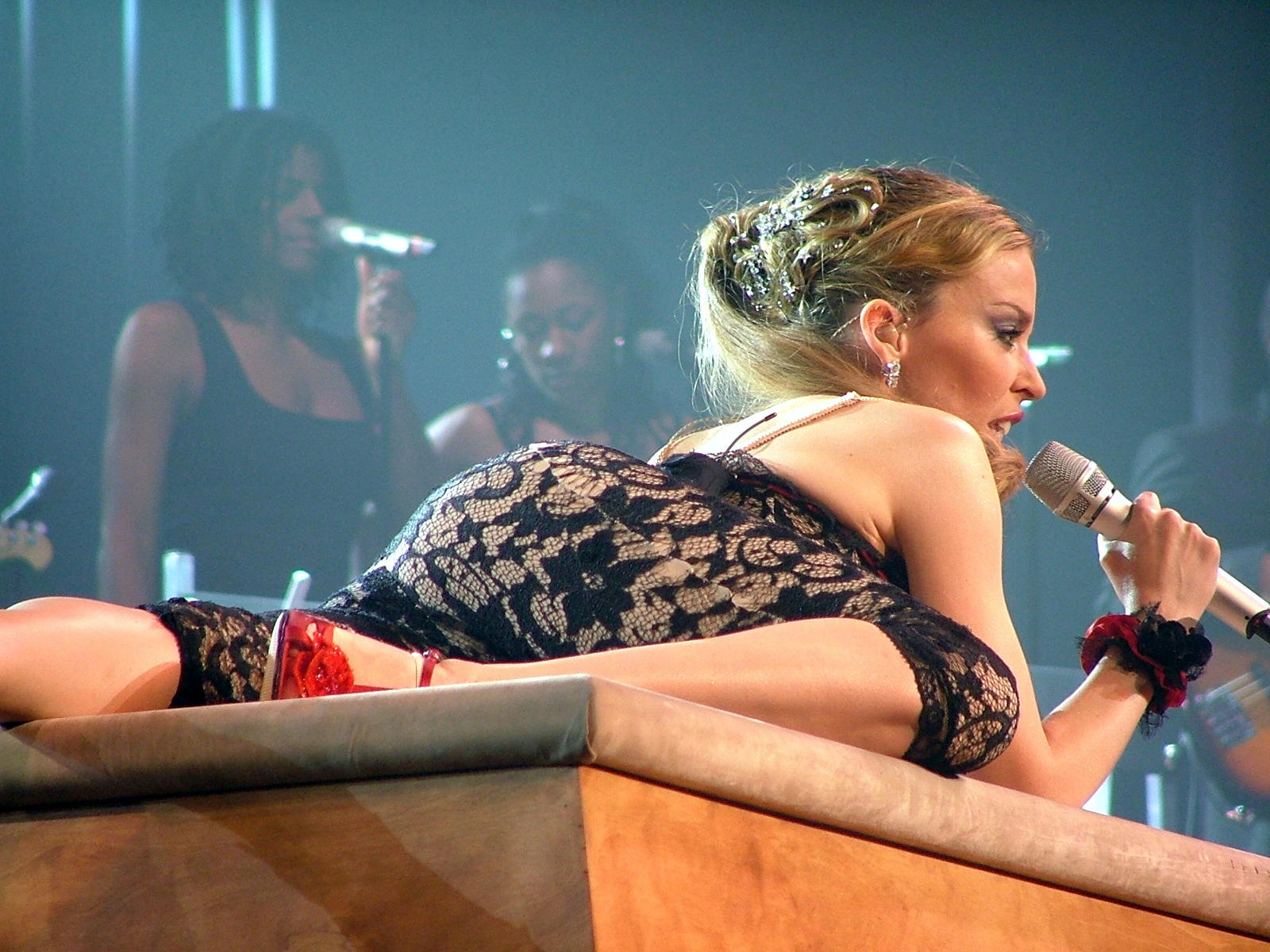
Minogue apresentando a canção durante a Showgirl: The Greatest Hits Tour em 2005

"Red Blooded Woman" recebeu críticas positivas dos críticos de música. O revisor da Billboard, Keith Claufield, selecionou a música como um destaque do álbum e chamou-a de "uma prima de 'Cry Me a River' de Justin Timberlake". Também da Billboard, Michael Paoletta descreveu-a como "um número sensual, agitado, e impulsionado por batidas hip-pop que soa como uma produção de Timbaland". Ele concluiu que a faixa "definitivamente merece uma chance no top 40 mainstream e sucesso na rhythmic". Como Paoletta, Sal Cinquemani da Slant Magazine também comparou a produção da música à de Timbaland.  O gancho "Boy! Boy" da música e seu estilo synth-pop foram elogiados pela revista Spin, que sentiu que eles "demonstram que mesmo no século 21, Kylie veste bem os anos 1980". Escrevendo para a NME, John Robinson sentiu que "Red Blooded Woman" era melhor do que "Slow", o single principal do álbum, e chamou a faixa de "excelente pop de vanguarda em um ótimo single da maneira feita por Justin Timberlake ou Sugababes". Adrien Begrand do PopMatters favoreceu sua "quase batida de garage" e apreciou a letra "Você nunca chegará ao céu se você tiver medo de ir para o alto". Um crítico do Sputnikmusic chamou-a de "tão forte quanto (senão mais forte do que)" o single principal "Slow".
Louis Vartel, do website NewNowNext, classificou "Red Blooded Woman" em 46º lugar em sua lista de as 48 melhores canções da cantora, em homenagem ao seu 48º aniversário. Ele saudou-a como uma "queda suada em autodomínio e no apelo sexual". Listando os 50 melhores singles da cantora, Cameron Adams do Herald Sun colocou a faixa no número 29, dizendo que "talvez seja porque esta tem um casal de britânicos (incluindo o colaborador de George Michael, Johnny Douglas) lidando com hip-hop e pop que isso funciona". A revista Classic Pop incluiu a canção na 29ª posição entre as 40 melhores da artista, dizendo que "os fãs ficaram um pouco abalados com sua mudança de direção", mas "com a frase imortal 'Você nunca chegará ao céu se você tiver medo de ir para o alto', uma referência atrevida a 'You Spin Me Round' do Dead Or Alive, e um vídeo ambientado no engarrafamento mais quente de todos os tempos, este é o lugar certo para a lista". Josh Martin da MTV Austrália posicionou "Red Blooded Woman" no número 47 da lista dos melhores singles de Minogue, escrevendo: "Não é proposital, mas o boom bap dessa música quase soa como 'In da Club' de 50 Cent, lançado no mesmo ano. Divertida como um artefato acidental do camp, mas o R&B contemporâneo malfeito e artificial que assombra Body Language está em exibição". Guillermo Alonso da edição espanhola da Vanity Fair incluiu-a na 60ª posição dos 60 melhores singles da artista, e escreveu que "querer soar como Destiny's Child, Justin Timberlake ou Timbaland, não foi um movimento certo" para a cantora.

## Videoclipe
O videoclipe de "Red Blooded Woman" foi dirigido por Jake Nava, um cineasta inglês que já havia trabalhado com artistas como Beyoncé e Kelis. Foi filmado em Los Angeles, Califórnia, em março de 2004. Ele começa com a cena de um congestionamento em que Minogue está presa. Ela é mostrada sentada em seu carro cantando a música de uma maneira sensual, com a câmera focalizando repetidamente seus olhos e lábios. Sua roupa é composta por uma regata preta e branca, um cincher de cetim na cintura, jeans com franjas de corrente e um bolero de pele de carneiro preto, que foi doado por Minogue para o Arts Centre Melbourne, que fica em sua cidade natal em Melbourne, Austrália. Alguns segundos depois, ela desce de seu veículo e caminha até um tanque. Subindo em sua escada, Minogue dança sedutoramente ao som do refrão da música. Ela então volta a andar na rua e é acompanhada por dois filhotes Dobermann que fogem de um carro próximo. Depois de entrar no banco de trás de outro carro, Minogue começa a desembrulhar um vestido vermelho e começa a vesti-lo enquanto é observada por várias pessoas. Quando o segundo refrão começa, Minogue é vista dançando com um grupo de dançarinos em um local diferente. Seu traje consiste em um corpete amarelo flúor usado por baixo de um vestido rosa pastel desenhado pela casa de moda Balenciaga. A cena muda de volta para a rua, onde Minogue é mostrada entrando em um caminhão. Ela diminui as luzes e depois dança com uma roupa diferente, que consiste em um biquíni preto, leggings vermelhas e luvas de renda. No entanto, ela sai da caminhonete com a mesma roupa vermelha que vestiu antes. O resto do vídeo rapidamente intercala cenas de Minogue dançando dentro e na frente do caminhão, em um carro, com os dançarinos de apoio e perto de uma gangue de motociclistas.

## Apresentações ao vivo

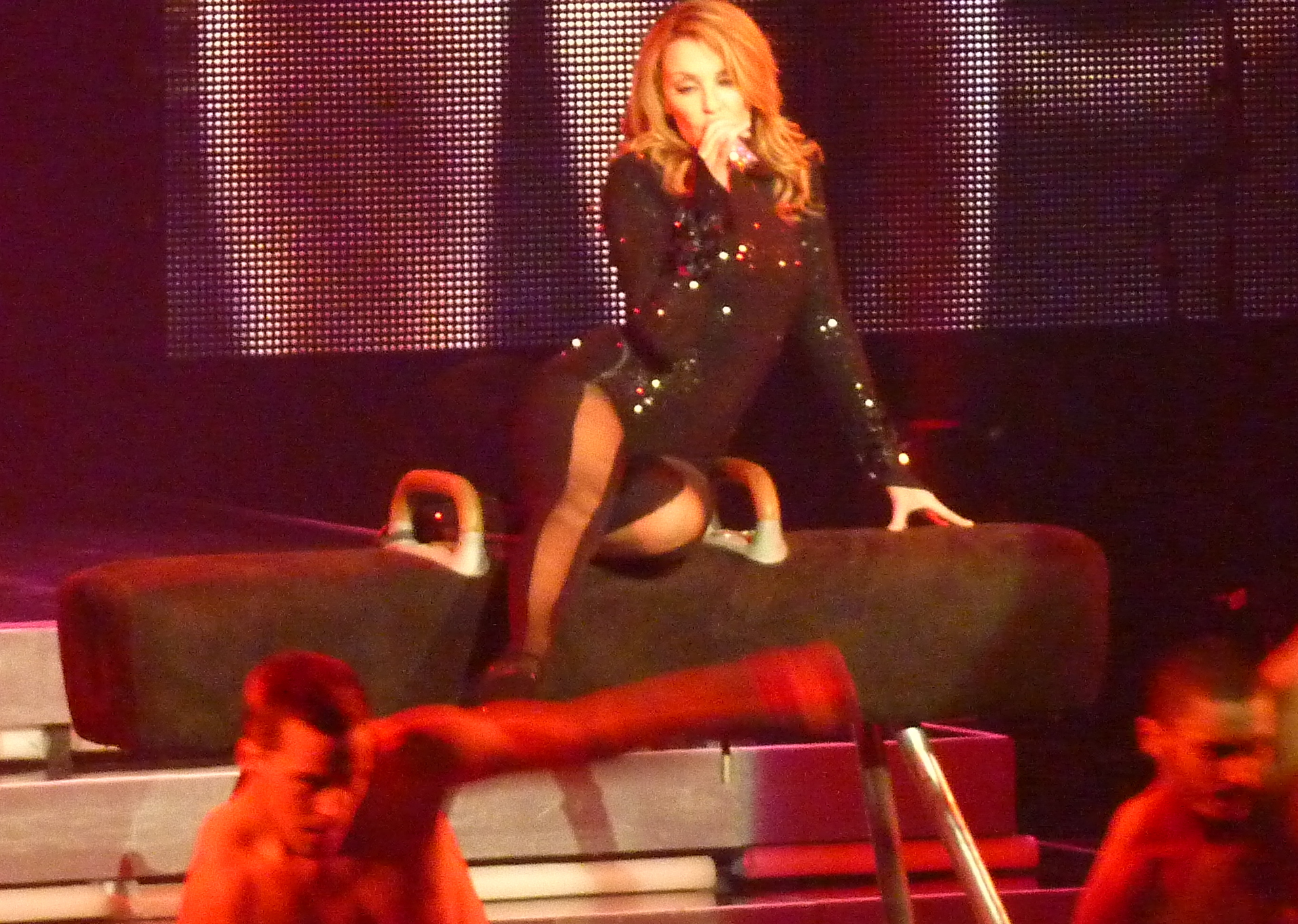
Minogue apresentando "Red Blooded Woman" durante sua turnê norte-americana For You, for Me, em 2009

Para promover Body Language, foi realizado um concerto privado para fãs e convidados, intitulado Money Can't Buy, no local de entretenimento Hammersmith Apollo, em Londres, em 15 de novembro de 2003. "Red Blooded Woman" foi incluída no repertório do concerto e foi apresentada durante o primeiro ato Paris by Night. Em 25 de janeiro de 2004, Minogue apresentou-se no NRJ Music Awards com a canção. No mês seguinte, a cantora embarcou em uma pequena turnê promocional por programas de televisão nos Estados Unidos e cantou a música nos programas Good Morning America e Late Night with David Letterman. Em 20 de fevereiro, ela apareceu no programa de televisão britânico Top of the Pops para interpretar novamente a música. Mais tarde, Minogue executou "Red Blooded Woman" nos prêmios Echo, em 6 de março de 2004.
"Red Blooded Woman" foi incluída em sua turnê de 2005, Showgirl: The Greatest Hits Tour, em uma performance na qual chuveiros falsos e equipamentos de ginástica sobem ao palco, e o refrão de "Where the Wild Roses Grow" é cantado por Minogue no meio da apresentação. Ao final da parte europeia da turnê, a cantora foi diagnosticada com câncer de mama, tendo que cancelar o restante do itinerário desta. Após se submeter a tratamento e recuperação, ela retomou a turnê sob a forma de Showgirl: The Homecoming Tour em 2006, e a mesma performance foi executada, dessa vez com a artista vestindo um macacão de leopardo. A mesma apresentação foi repetida durante a primeira turnê norte-americana de Minogue, For You, for Me, realizada em 2009.

## Faixas e formatos
| CD single |                     |         |  |
| N.º       | Título              | Duração |  |
| 1.        | "Red Blooded Woman" | 4:23    |  |
| 2.        | "Almost a Lover"    | 3:40    |  |

## Créditos
Créditos adaptados do encarte de Body Language.
- Kylie Minogue — vocais principais, vocais de apoio
- Johnny Douglas — vocais de apoio, composição, produção, mixagem, instrumentos
- Karen Poole — vocais de apoio, composição
- Dave Clews — Pro Tools, teclado, programação, engenharia vocal

## Desempenho nas tabelas musicais
Na Europa, "Red Blooded Woman" alcançou as vinte primeiras posições de tabelas de vários países. Na Dinamarca e na Itália, a faixa alcançou o décimo lugar e permaneceu no top 20 por três semanas em ambas as regiões. Na Alemanha, a canção alcançou a posição de número 16 e ficou na tabela por um total de 10 semanas. Ela estreou no oitavo lugar na Espanha e caiu uma posição na semana seguinte, permanecendo na tabela por quatro semanas. No Reino Unido, "Red Blooded Woman" entrou na tabela UK Singles Chart no quinto lugar, tornando-se o 26º single de Minogue a figurar entre os dez primeiros no país; foi um sucesso moderado, ficando nove semanas entre os 40 primeiros da tabela. Na Suíça, "Red Blooded Woman" atingiu uma posição acima do single anterior "Slow", alcançando o número 15.
"Red Blooded Woman" estreou em seu pico de número quatro na Austrália, país natal de Minogue. Na semana seguinte, caiu das dez primeiras posições para o número onze. O single teve uma curta duração na tabela, durando cinco semanas no total. Na Nova Zelândia, a faixa entrou na parada de singles no número 34 e mais tarde atingiu o pico no número 19, permanecendo na tabela por 12 semanas, e posteriormente recebendo uma certificação de ouro da Recorded Music NZ (RMNZ) por vendas de 7.500 unidades. Nos Estados Unidos, a canção alcançou o número 24 da tabela Hot Dance Club Songs e o topo da Dance/Mix Show Airplay.
| Tabela musical (2004)                             | Melhor posição |
| ------------------------------------------------- | -------------- |
| Alemanha (Offizielle Deutsche Charts)             | 16             |
| Austrália (ARIA)                                  | 4              |
| Áustria (Ö3 Austria Top 75)                       | 23             |
| Bélgica (Ultratop 50 de Flandres)                 | 29             |
| Bélgica (Ultratop 50 da Valônia)                  | 20             |
| CEI (Tophit) Narcotic Trust Mix                   | 35             |
| Dinamarca (Tracklisten)                           | 10             |
| Escócia (Scottish Singles Chart)                  | 4              |
| Espanha (Productores de Música de España)         | 8              |
| Estados Unidos (Billboard Hot Dance Club Songs)   | 24             |
| Estados Unidos (Billboard Dance/Mix Show Airplay) | 1              |
| Europa (European Hot 100 Singles)                 | 8              |
| Finlândia (Suomen virallinen lista)               | 12             |
| França (SNEP)                                     | 33             |
| Grécia (IFPI)                                     | 14             |
| Hungria (Rádiós Top 40)                           | 21             |
| Irlanda (IRMA)                                    | 9              |
| Itália (FIMI)                                     | 10             |
| Nova Zelândia (Recorded Music NZ)                 | 19             |
| Países Baixos (Single Top 100)                    | 21             |
| Polônia (Polish Airplay Charts)                   | 11             |
| Reino Unido (UK Singles Chart)                    | 5              |
| República Tcheca (IFPI)                           | 38             |
| Romênia (Romanian Top 100)                        | 1              |
| Suécia (Sverigetopplistan)                        | 28             |
| Suíça (Schweizer Hitparade)                       | 15             |

| Tabela musical (2004)           | Posição |
| ------------------------------- | ------- |
| Austrália Dance (ARIA)          | 14      |
| CEI (Tophit) Narcotic Trust Mix | 177     |
| Suíça (Schweizer Hitparade)     | 84      |
| Reino Unido (UK Singles Chart)  | 54      |

## Certificações
| Região                                         | Certificação | Vendas |
| ---------------------------------------------- | ------------ | ------ |
| Nova Zelândia (RMNZ)                           | Ouro         | 7 500* |
| *distribuições baseadas apenas na certificação |              |        |